# لويس كولير
لويس كولير (بالإنجليزية: Lois Collier)‏ هي ممثلة أمريكية، ولدت في 21 مارس 1919 في الولايات المتحدة، وتوفيت بنفس المكان في 27 أكتوبر 1999.

## وصلات خارجية
- لويس كولير على موقع IMDb (الإنجليزية)
- لويس كولير على موقع ألو سيني (الفرنسية)
- لويس كولير على موقع أول موفي (الإنجليزية)
- لويس كولير على موقع إن إن دي بي (الإنجليزية)
- لويس كولير على موقع قاعدة بيانات الفيلم (الإنجليزية)